# Prvenstvo Hrvatske u nogometu za žene 2004./05.
Prvenstvo Hrvatske u nogometu za žene za sezonu 2004./05. je drugi put zaredom osvojio Maksimir iz Zagreba.

## Prva liga
| poz | klub                         | ut | pob | ner | por | gol+ | gol- | bod |
| --- | ---------------------------- | -- | --- | --- | --- | ---- | ---- | --- |
| 1.  | Maksimir (Zagreb)            | 18 | 17  | 1   | 0   | 111  | 7    | 52  |
| 2.  | Viktorija (Slavonski Brod)   | 18 | 15  | 2   | 1   | 87   | 10   | 47  |
| 3.  | Osijek (Osijek)              | 18 | 12  | 1   | 5   | 61   | 27   | 37  |
| 4.  | Ombla (Dubrovnik)            | 18 | 9   | 3   | 6   | 40   | 22   | 30  |
| 5.  | Pregrada Kunateks (Pregrada) | 18 | 9   | 2   | 7   | 48   | 33   | 29  |
| 6.  | Dinamo (Tomašanci)           | 18 | 7   | 2   | 9   | 44   | 72   | 23  |
| 7.  | Marjan (Split)               | 18 | 7   | 0   | 11  | 47   | 45   | 21  |
| 8.  | Polet Baranja (Karanac)      | 18 | 5   | 0   | 13  | 21   | 69   | 15  |
| 9.  | Dalmacija (Kaštel Stari)     | 18 | 3   | 0   | 15  | 14   | 126  | 9   |
| 10. | Agram (Zagreb)               | 18 | 0   | 1   | 17  | 12   | 74   | 1   |

## Druga liga

### Grupa Osijek
Sudionici:
- Beketinci (prvak)
- Donja Motičina
- Jelisavac
- Vuka

Ivankovo i Slavonka nisu sudjelovali

### Grupa Zagreb
| poz | klub                 | ut | pob | ner | por | gol+ | gol- | bod |
| --- | -------------------- | -- | --- | --- | --- | ---- | ---- | --- |
| 1.  | Libertas (Dubrovnik) | 4  | 3   | 0   | 1   | 12   | 6    | 9   |
| 2.  | Agram (Zagreb)       | 4  | 1   | 0   | 3   | 6    | 12   | 3   |

### Grupa Varaždin
| poz | klub                              | ut | pob | ner | por | gol+ | gol- | bod |
| --- | --------------------------------- | -- | --- | --- | --- | ---- | ---- | --- |
| 1.  | Podravina (Ludbreg)               | 12 | 8   | 1   | 3   | 34   | 15   | 25  |
| 2.  | Trnava (Goričan)                  | 12 | 6   | 1   | 5   | 28   | 22   | 19  |
| 3.  | Mali Mihaljevec (Mali Mihaljevec) | 12 | 4   | 2   | 6   | 14   | 25   | 14  |
| 4.  | Oaza Mladost (Selnica)            | 12 | 3   | 2   | 7   | 21   | 34   | 11  |